# Гегетуй
Гегетуй (рос. Гэгэтуй) — улус Джидинського району, Бурятії Росії. Входить до складу Сільського поселення Гегетуйське.
Населення — 1253 особи (2015 рік).